# Forêt nationale de San Bernardino
Pour les articles homonymes, voir San Bernardino.
La forêt nationale de San Bernardino (en anglais San Bernardino National Forest), est une forêt nationale américaine située dans le Sud de la Californie. Couvrant 3 334 km2, elle s'étend dans les comtés de Riverside et San Bernardino. Créée en 1907, l'aire protégée est gérée par le Service des forêts des États-Unis.